# Galerie r8m

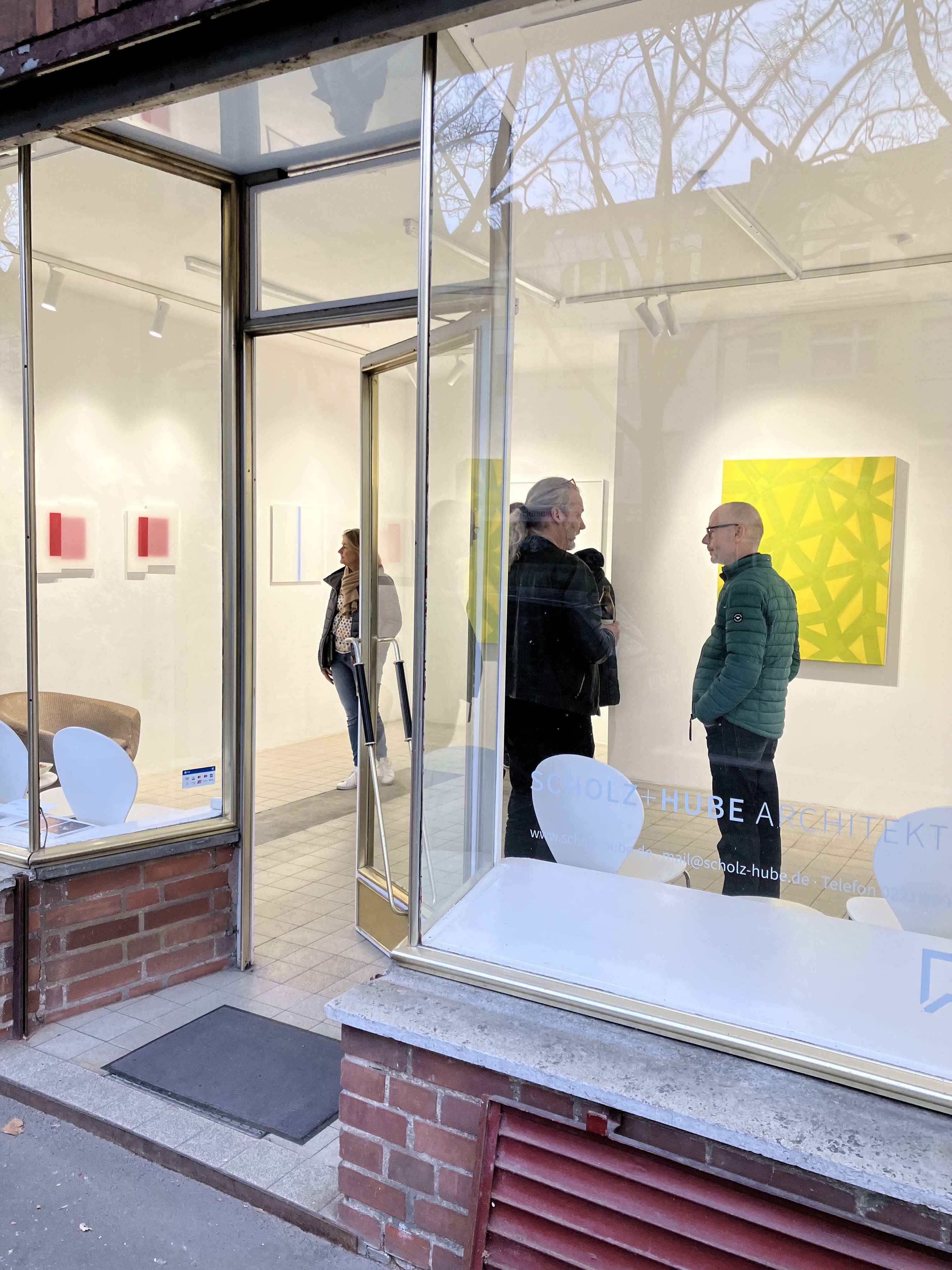
Außenansicht der Galerie r8m. Im Hintergrund Thomas Kemper (rechts) im Gespräch mit Robère Scholz vor einem Werk von Ivo Ringe (2024)

Die Galerie r8m (visualisiert r∞m) ist eine Galerie für zeitgenössische Kunst in Köln-Sülz.

## Geschichte und Profil
Die Galerie r8m wurde 2020 von Robère Scholz (Medienkünstler, Diplom an der Kunsthochschule für Medien Köln) in der Luxemburger Straße als Galerie für Konzeptuelle und Neue Konkrete Kunst, Fotografie und weitere Positionen in der Zeitgenössischen Kunst gegründet; die erste Ausstellung Markierung und Gebrauch mit Werken des Kölner Fotokünstlers Hans Peter „HP“ Schaefer fand am 1. August 2020 statt. Marlon Red, Hannah A. Hovermann, Siniša Lordan, Patrick Alexander Deventer, Jo Kuhn und Anita Kontrec zählen zu den ersten Künstlern, die von der Galerie vertreten wurden.
Es folgten ab 2021 Einzel- und Gruppenausstellungen mit Arbeiten von nationalen und internationalen Künstlern, darunter Nelleke Beltjens, Wolfgang Berndt, Jakob Bill, Beti Bricelj, Maks Dannecker, NK Doege, Peter Dorn, Simone Hamann, Reinhard Hanke, Rosa M Hessling, Meinolf Jan Holland, Alex Huelbach, Thomas Kemper, Christine Liebich, Jovita Majewski, Norbert Müller-Everling, Ivo Ringe, Rob R. Ros, Dirk Sanner, KG Schmidt, Petra Schmidt, Astrid Schröder, Hans Schüle, Heather Sheehan, Zlatko Šumkovski und Mandy Wiesener.
In seiner Reihe SCHAU FENSTER SCHAU kombiniert Scholz verschiedene künstlerische Positionen, die untereinander in den Dialog treten.

## Kooperationen
Der von Robère Scholz mitbegründete arthellweg Verlag und der in Gründung befindliche Verein „TRANSFORMOTOR“ spielen wie die Galerie r8m eine Rolle bei der Förderung konkreter und konzeptueller Kunst. Die 2021 begonnene Kooperation mit der Anita-Kontrec-Stiftung in Zagreb beinhaltet den deutsch-kroatischen Künstleraustausch voranzutreiben. Dies führte zu einer ersten Ausstellung von Galeriekünstlern in Zagreb im März 2022 mit dem Titel „Ručna prtljaga / Handgepäck“.

## Ausstellungen 2021–2025 (Auswahl)

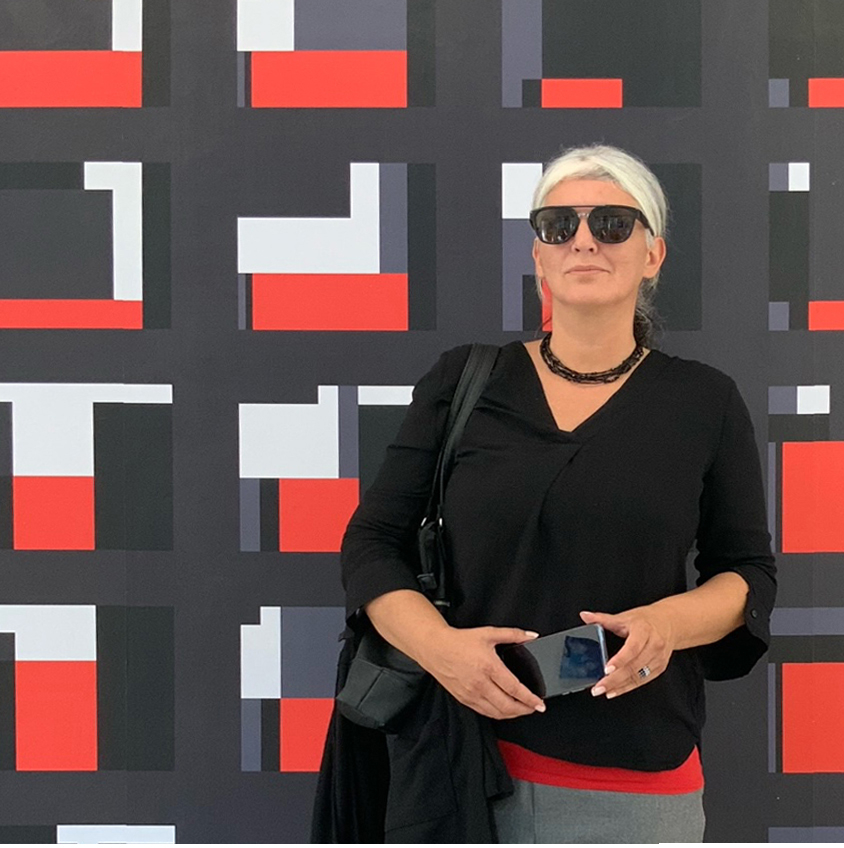
Die slowenische Künstlerin Beti Bricelj 2023 vor einem ihrer Squarerism-Bilder

- 2020: Rebekka Schulte – das sind ja zustände
- 2020: Siniša Lordan – Wahrheit
- 2021: Patrick Alexander Deventer – schräg geschaut – hier und weiter
- 2022: Jo Kuhn – Farbdialoge
- 2022: Marlon Red – Wild Horses
- 2022: Hannah A. Hovermann – farbfluid
- 2022: Wolfgang Berndt – New Grids on the Block
- 2023: Nelleke Beltjens – It Always Is
- 2023: HP Schaefer – Deciphering Photography[4]
- 2023: Beti Bricelj – Squarerism
- 2023: Maks Dannecker – Candy Candy
- 2023: Rob R. Ros – The Pursuit of Laziness
- 2024: NK Doege/Petra Schmidt – Out of the Box
- 2024: Wolfgang Berndt – Non, je regried rien
- 2024: Christine Liebich & Astrid Schröder – work the line
- 2024: Antti Pussinen – New Waves
- 2025: Subtly Sculptural[Anm 3]
- 2025: Hannah A. Hovermann/Norbert Müller-Everling – White Open
- 2025: Claudia de la Torre / Andreas Keil  – This and That

## Messebeteiligungen

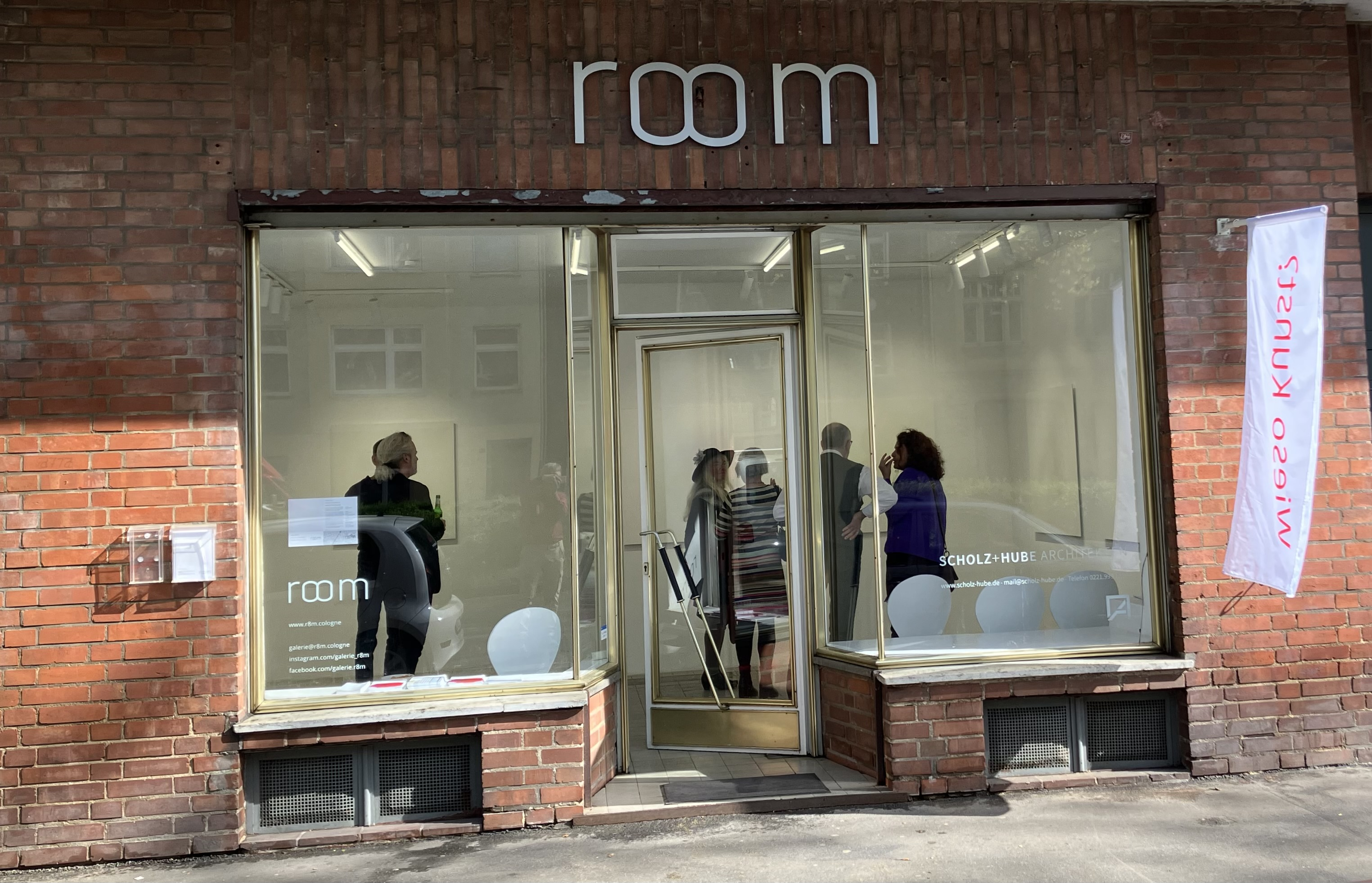
Außenansicht der Galerie r8m während der
Ausstellung Hannah A. Hovermann/Norbert Müller-Everling – White Open
(2025)

- 2025: Affordable Art Fair Brussels[5]